# Enleo
Микита Олексійович Леонтьєв,  більш відомий як Enleo (нар. 22 лютого 2002, Маріуполь, Україна) — український співак та автор пісень. Став відомим після участі у співочого талант-шоу «Голос країни-11». Популярність йому принесло виконання кавер-версії світових пісень, зокрема кавер на пісню «Інша любов» англійського співака Тома Оделла.

## Життєпис

### Ранні роки
Микита Леонтьєв народився і виріс у Маріуполі у музичній родині: його мама була піаністкою, а тато – тромбоністом і мав свій рок-гурт. Вже з раннього дитинства він зацікавився музикою, почавши грати на гітарі з восьми років. Його не одразу прийняли до музичної школи через короткі пальці, але згодом він все ж таки став її учнем, хоча швидко розчарувався в академічному підході до музики. Значну роль у його становленні як музиканта відіграли шкільні рок-гурти, в яких він починав свою музичну кар'єру.
Згодом він став учасником рок-гурту «SunScream», де спочатку був бас гітаристом, а потім – вокалістом. Перший великий концерт Леонтьєва відбувся у 15 років на фестивалі «Червона рута-2017» в Маріуполі, де він зі своїм гуртом зайняв третє місце.

### Початок сольної кар'єри
Свою сольну кар'єру Enleo розпочав із виконання кавер-версій на світові пісні, які він публікував у соцмережі TikTok.
У 2021 році він брав участь в одинадцятому сезоні співочого талант-шоу «Голос країни» на телеканалі «1+1». На першопу етапі сліпих прослуховувань він викинув пісню «Тебе це може вбити» гурту «Скай» та потрапив до команди зіркової тренерки Надії Дорофєєвої. На наступному етапі в батлі з Сергієм Лазановським він співав пісню «Тримай» співачки Христини Соловій, після поразки він вибив з шоу.
Влітку 2022 року Enleo представив «Інша любов», кавер-версію пісня «Another Love» англійського співака Тома Оделла. Кавер став вірусним у соціальних мережах і привернуло увагу самого Оделла, який назвав виконання «дивовижним».
Того ж року він брав участь у виставі «Обличчя кольору, війни», яка була поставлена маріупольським театром «Concepcion». Учасники трупи розповідали про власні історії періоду повномасштабного вторгнення в Україну та період окупації Маріуполя.
17 листопада 2023 року Enleo випустив свій дебютний альбом під назвою «Молодість». Альбом складається з дев'яти треків. Головний сингл однойменного альбому «Молодість» присвячений загиблому другу з Маріуполя, Данилу Подибайлу. Альбом записувався у співпраці з Сергієм Рановим та Євгеном Тріпловим, а над зведенням треків працювали американський звукорежисер Ендрю Маурі, Ігор Завада та Вадим Лисиця. 26 листопада того ж року Enleo провів свій перший великий сольний концерт у київському клубі «Atlas». Цей концерт став початком всеукраїнського туру, який охопив вісім міст України.

## Дискографія

### Альбоми
| Назва     | Деталі                                                                                       | Треки |
| --------- | -------------------------------------------------------------------------------------------- | --- |
| Молодість | - Дата: 17 листопада 2023 року - Поширення: Papa Music - Формат: Digital download, streaming | - Молодість - Незнайомці - Квітни - Чорне море - При свічках - М'ятна ніч - Бій подушками - До завтра - Вальс під вибухи |

## Сім'я
Родина Леонтьєва була змушена переїхати до Польщі через війну. Родинний будинок у Маріуполі був спаплюжений окупантами, але Enleo зберігає надію на повернення до рідного міста після закінчення війни.